# Llista de països per SMI

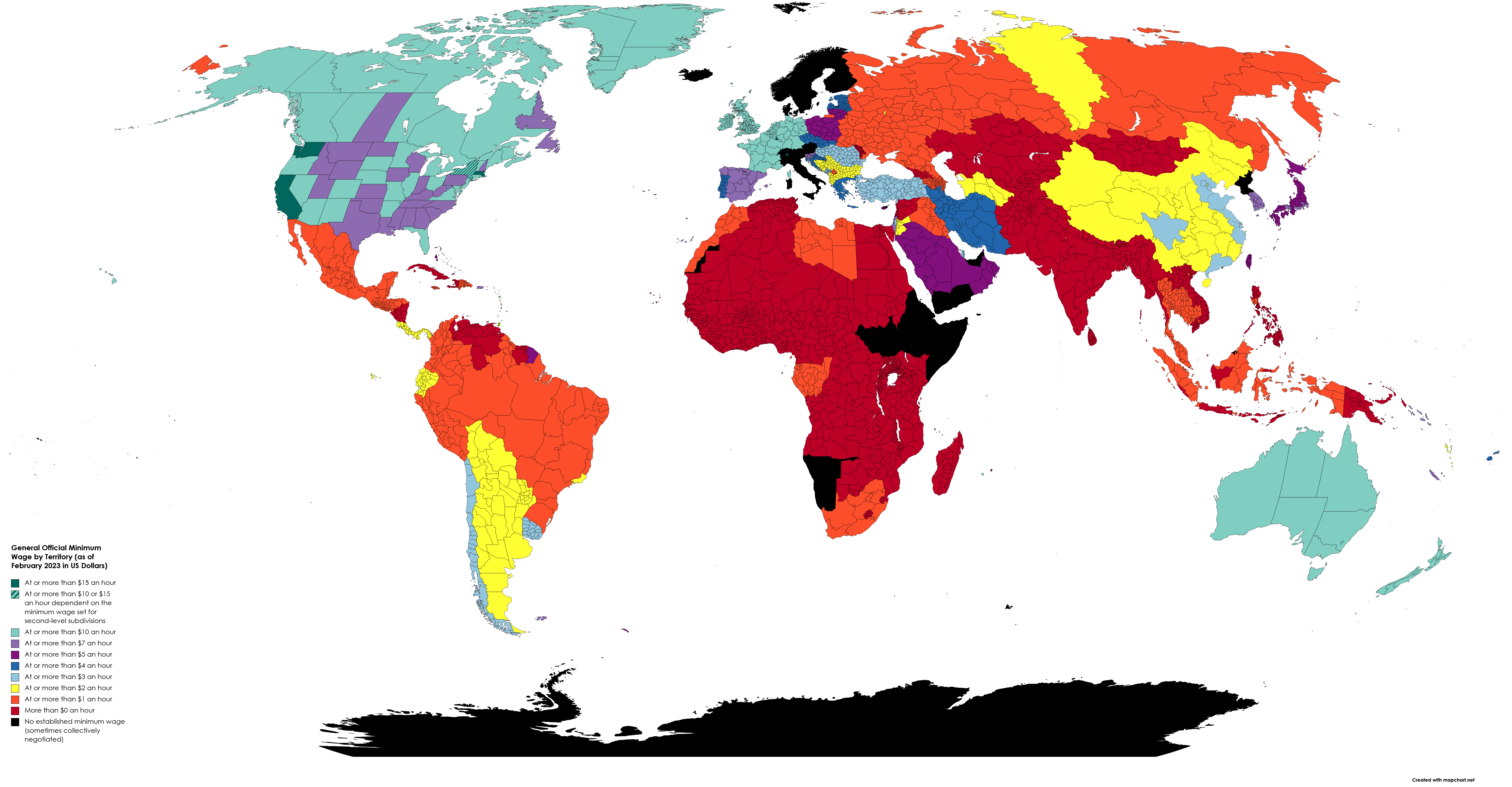
SMI per territori, a data de febrer del 2023.

La següent llista presenta els països del món ordenats segons el seu Salari Mínim Interprofessional (SMI), sempre que hi figuri en la seva legislació.
| Estat             | Legislació actual       | Mínim en EUR     | % del PIB per capita | Anual  |
| ----------------- | ----------------------- | ---------------- | -------------------- | ------ |
| Austràlia         | 511,86 AUD a la setmana | 305,97           | 55%                  | 15638  |
| Bèlgica           | 1.243 EUR al mes        | 1.387 (any 2009) |                      |        |
| França            | 8,03 EUR a l'hora       | 1.321 (any 2009) |                      |        |
| Regne Unit        |                         | 1.010 (any 2009) |                      |        |
| Estats Units      |                         |                  |                      | 12.168 |
| Xipre             |                         |                  |                      | 11.837 |
| Irlanda           |                         | 1.462 (any 2009) |                      |        |
| Països Baixos     |                         | 1.382 (any 2009) |                      |        |
| Luxemburg         |                         | 1.642 (any 2009) |                      |        |
| Portugal          |                         | 525 (any 2009)   |                      | 7350   |
| Estònia           |                         | 278 (any 2009)   |                      |        |
| Lituània          |                         | 232 (any 2009)   |                      |        |
| Eslovènia         |                         | 589 (any 2009)   |                      |        |
| Bulgària          |                         | 123 (any 2009)   |                      |        |
| Turquia           |                         | 319 (any 2009)   |                      |        |
| Hongria           |                         | 270 (any 2009)   |                      |        |
| Romania           |                         | 153 (any 2009)   |                      |        |
| República Txeca   |                         | 306 (any 2009)   |                      |        |
| Eslovàquia        |                         | 296 (any 2009)   |                      |        |
| Polònia           |                         | 281 (any 2009)   |                      |        |
| Lituània          |                         | 232 (any 2009)   |                      |        |
| Japó              |                         |                  |                      | 10.599 |
| Canadà            |                         |                  |                      | 10.196 |
| Grècia            |                         | 681 (any 2009)   |                      | 9.361  |
| Argentina         |                         |                  |                      | 9.266  |
| Bahames           |                         |                  |                      | 9.173  |
| Barbados          |                         |                  |                      | 8.208  |
| Espanya           |                         | 728 (any 2009)   |                      | 8.203  |
| Antigua i Barbuda |                         |                  |                      | 5.596  |
| Afganistan        |                         |                  |                      | 5.432  |
| Belize            |                         |                  |                      | 4.584  |
| Algèria           |                         |                  |                      | 3.799  |
| Albània           |                         |                  |                      | 3.413  |
| Bhutan            |                         |                  |                      | 2.360  |
| Belarús           |                         |                  |                      | 1.987  |
| Bolívia           |                         |                  |                      | 1.724  |
| Benín             |                         |                  |                      | 1.578  |
| Armènia           |                         |                  |                      | 1.511  |
| Azerbaidjan       |                         |                  |                      | 1.045  |
| Angola            |                         |                  |                      | 973    |

No surten en aquesta llista els següents països, per no tenir actualment legislació sobre Salari mínim: Alemanya, Àustria, Croàcia, Dinamarca, Finlàndia, Itàlia, Macedònia del Nord, Montenegro i Suècia. (any 2009)